# توماس پیرسون
توماس پیرسون (انگلیسی: Thomas Pearson; ۱ ژوئیهٔ ۱۹۱۴ – ۱۵ دسامبر ۲۰۱۹) فرد نظامی اهل بریتانیا بود. وی همچنین برندهٔ جوایزی همچون نشان حمام و نشان امپراتوری بریتانیا شده‌است.